# هایبریج، سامرست
هایبریج (به انگلیسی: Highbridge) یک شهرک در بریتانیا است که در سژمور واقع شده‌است. هایبریج ۵٬۹۸۶ نفر جمعیت دارد.